# Notoraja azurea
Notoraja azureaは、ガンギエイ目トビツカエイ属に属するエイの一種である。オーストラリア南部、水深765-1440メートルの深海底に生息する。種小名azureaは「青」を意味し、背面の体色に由来するものである。最大で全長64.5センチメートルになる。